# 屏东鸭嘴草
屏东鸭嘴草（学名：Ischaemum akoense）为禾本科鸭嘴草属下的一个种。

## 扩展阅读
維基物種上的相關：屏东鸭嘴草